# Wari (Insel)
Wari  (auch Ware oder Teste) ist eine Insel südwestlich des Louisiade-Archipel. Politisch gehört sie zur Provinz Milne Bay im südöstlichen Teil Papua-Neuguineas.
Die Insel befindet sich 12 km südöstlich der Lebrun-Inseln und 16 km nordwestlich der Stuers-Inseln.. Wari ist rund 4,7 km lang und bis zu 630 Meter breit. Sie hat eine Fläche von 1,68 km², nach anderen Angaben 2,15 km². Über die gesamte Länge der Insel erstreckt sich eine schmale Bergkette, die im Osten und im Westen jeweils mit einem steilen Gipfel endet. Der westliche Berg ist 117 m hoch. Ein großes Korallenriff befindet sich vor der Südküste von Wari.
East Islet und West Islet (Kera Kera) liegen auf dem gleichen Korallenriff in einer Entfernung von 400 bzw. 950 Metern.
1,3 km nordwestlich der Westspitze von Wari ragt ein 81 m hoher steiler Fels aus dem Meer, der Ikaikakeino (Cliffy Island). 3,8 km weiter nordwestlich befindet sich der 133 m hohe  Felsen Mamaramamaweino (Bell Rock).
Die ehemals bewaldete Insel ist heute fast kahl, die Bäume wurden gefällt, um Feuerholz daraus zu machen.
Zur Volkszählung 2000 wurden 707 Einwohner in 161 Haushalten nachgewiesen, alle im gleichnamigen Dorf an der Nordküste. 2004 wurden 663 Einwohner in 149 Haushalten festgestellt.
2005 hatte Wari 900 Einwohner, die vorwiegend von der Fischerei im Gebiet des Long/Kosman Riffs leben, das sich über 100 km in Richtung Westen, bis zu den Jomard-Inseln erstreckt. Sie teilen dieses Areal mit den Bewohnern der Insel Utian (Brooker-Insel), die zur Kette der Calvados-Inseln gehört. Ein Erwerbszweig der Wari-Insulaner ist die Herstellung von Beche-de-mer aus Seegurken, der in China und Südostasien als Delikatesse gilt, und dorthin ausgeführt wird. Den größten Anteil am  Beche-de-mer macht die Ananas-Seewalze (Prickly Redfish) aus.
Die Einwohner der Inselgruppe sprechen Bwanabwana.
Verwaltungsmäßig gehört Ware zur Bwanabwana Rural LLG (Local Level Government) Area im Distrikt Samarai-Murua der Provinz Milne Bay.